# Bad Company (film fra 1925)
Bad Company er en amerikansk stumfilm fra 1925 instrueret af Edward H. Griffith.

## Medvirkende
- Madge Kennedy som Gloria Waring
- Bigelow Cooper som Peter Ewing
- Conway Tearle som James Hamilton
- Lucille Lee Stewart som Teddy Lamont
- Charles Emmett Mack som Dick Reynolds